# Таерова чайка
Таерова чайка (Larus thayeri) е вид птица от семейство Laridae.

## Разпространение
Видът е разпространен в Гренландия, Канада, Мексико и САЩ.